# Ratsschulbibliothek Zwickau

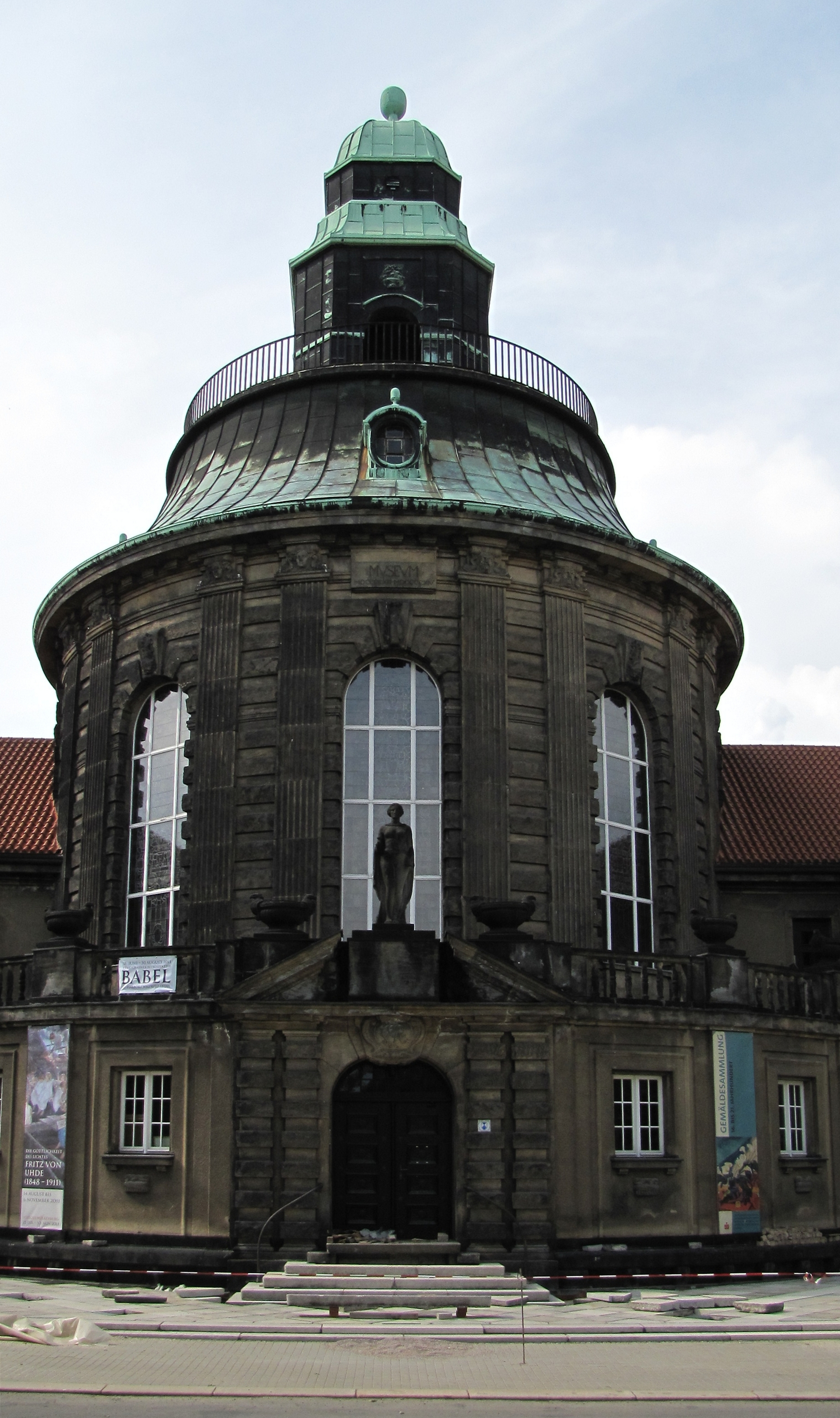
Gebäude des ehemaligen König-Albert-Museums in Zwickau

Die Ratsschulbibliothek in Zwickau (früher auch Ratsschul-Bibliothek Zwickau) ist eine öffentliche wissenschaftliche Bibliothek. Als eine der ältesten öffentlichen wissenschaftlichen Bibliotheken Deutschlands (die älteste in Sachsen) zählt die Ratsschulbibliothek zu den bedeutendsten historischen Büchersammlungen des deutschsprachigen Raumes. Gegenwärtig umfasst der Bibliotheksbestand ca. 250.000 Medien. Neben historischen Handschriften und Drucken bildet die landeskundliche Literatur zur Region Westsachsen einen Schwerpunkt der Sammlung.

## Geschichte
Die Bibliothek geht zurück auf die Bibliothek der städtischen Lateinschule. In einer Buchschenkung wird die Bibliothek erstmals 1498 als „bibliotheca gymnasii opidi Zcwickau“ bezeichnet. Im Gefolge der Reformation hatte sie eine erste Blütezeit. 1546 erhielt sie aus dem Nachlass des Zwickauer Oberstadtschreibers und Ratsherren Stephan Roth dessen Bibliothek mit 6000 Bänden, eine einzigartige Sammlung an Schriften der Reformationszeit. Mit der Schule zog die Bibliothek 1548 in den Zwickauer Wirtschaftshof des aufgehobenen Klosters Grünhain und war in der heute als Restaurant genutzten Grünhainer Kapelle untergebracht. Sie diente zugleich als Schulbibliothek und als bibliotheca publica (öffentliche Bibliothek).
Auch im 17. Jahrhundert wuchs ihr Bestand, unter anderem durch Ankauf und Schenkung von Gelehrtenbibliotheken. Im 18. und 19. Jahrhundert versank die lateinische Bibliothek in Bedeutungslosigkeit und wurde kaum noch gepflegt, seit 1815 daneben eine Deutsche Schulbibliothek angelegt wurde. Der 1885 neu gegründete Zwickauer Altertumsverein erkannte die Bedeutung der Bestände und regte die Katalogisierung und Neuaufstellung an; beim Neubau des König-Albert-Museums, später Städtisches Museum, heute Kunstsammlungen Zwickau - Max-Pechstein-Museum, erhielt die Ratsschulbibliothek dessen Ostflügel als neue Heimat. Hier ist sie seit dem 1. Mai 1914 untergebracht. Vorübergehend war sie mit der Stadtbücherei (1921–1923), dem Stadtarchiv (1939–1950) und dem Städtischen Museum (1950–1963) verbunden. Seit 1963 ist die Ratsschulbibliothek wieder selbständig. Seit Januar 2011 hat die Einrichtung einen Online-Zugang.

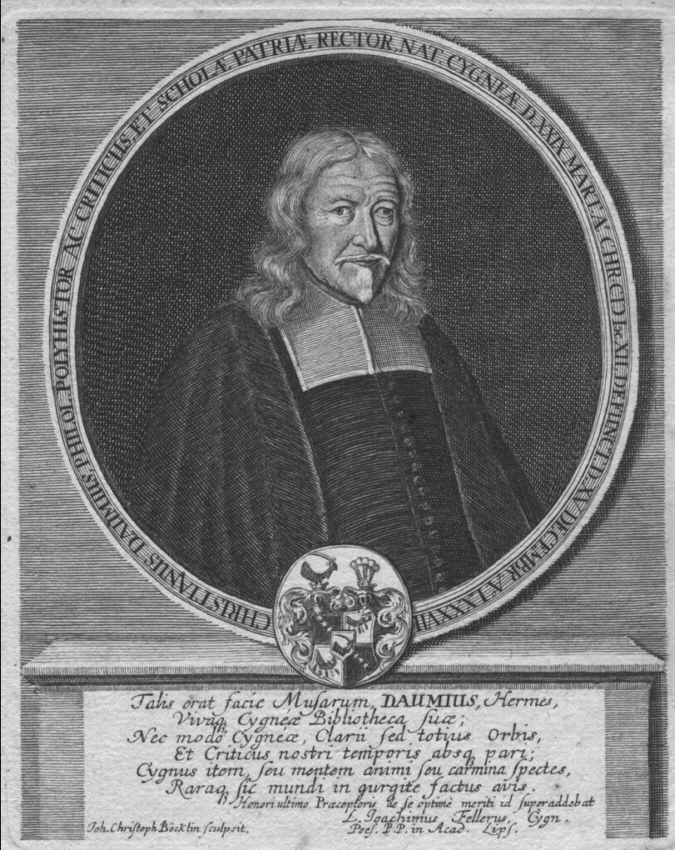
Christian Daum

## Bestände
Der Bestand umfasst derzeit ca. 250.000 Handschriften und Drucke. Die Ratsschulbibliothek gilt als bedeutendste bibliothekarische Sammlung Westsachsens. Ihr Altbestand ist wegen der Menge der Einheiten als auch besonders der Unikate von nationaler Bedeutung. Die Ratsschulbibliothek ist daher auch Projektpartner im Verzeichnis der im deutschen Sprachbereich erschienenen Drucke des 16. (VD 16) und 17. Jahrhunderts.
Die Schriften des Reformationszeitalters wurden vor allem durch Otto Clemen, der die Bibliothek von 1923 bis 1939 leitete, für die Forschung zugänglich gemacht. Auch andere Schätze der Ratsschulbibliothek gab er als Zwickauer Faksimiledrucke heraus.
Weitere Sondersammlungen sind die Privatbibliothek und die Korrespondenz des Universalgelehrten und Rektors Christian Daum, der Nachlass des Komponisten Georg Göhler, eine Porträtsammlung (2090 Porträts von 1903 Personen) sowie der überregional bedeutende Bestand Musikalien des 16. und 17. Jahrhunderts, darunter italienische Madrigale aus dem Nachlass des Kreisphysikus Dr. Peter Poach (1549–1622), der in Italien studiert hatte.
1913 wurde in der Bibliothek zufällig die älteste Karte der Markgrafschaft Meißen von Hiob Magdeburg entdeckt. Die Karte von 1560 existiert nur in einem Exemplar.